# Buenavista, Tacámbaro
Buenavista är en ort i Mexiko.   Den ligger i kommunen Tacámbaro och delstaten Michoacán de Ocampo, i den södra delen av landet, 250 km väster om huvudstaden Mexico City. Buenavista ligger 1 907 meter över havet och antalet invånare är 382.
Terrängen runt Buenavista är lite bergig. Runt Buenavista är det ganska tätbefolkat, med 80 invånare per kvadratkilometer. Närmaste större samhälle är Tacámbaro de Codallos, 8,4 km öster om Buenavista. I omgivningarna runt Buenavista växer huvudsakligen savannskog.